# 5-甲基吲哚
5-甲基吲哚是一种有机化合物，化学式C9H9N，属于吲哚衍生物，是星形孢菌素等蛋白激酶酶抑制剂的合成中间产物。